# Интегральный таймер
Интегральный таймер — «сленговое» название распространённой интегральной микросхемы, на которой можно собрать путём добавления времязадающих резисторов и конденсаторов автоколебательный, либо ждущий генератор прямоугольных импульсов.
Интегральные таймеры же могут послужить основой различных электронных устройств: собственно лабораторных генераторов прямоугольных импульсов, различных реле времени (в обиходе называемых «таймерами»), импульсных преобразователей напряжения, звуковых генераторов и т. п.
Немаловажно и то, что к выходу такого таймера можно подключать довольно мощную нагрузку, например, моторчик виброзвонка. Всё это и является причиной широкого распространения интегральных таймеров, по крайней мере, среди радиолюбителей.
Существует немало разновидностей «интегральных таймеров». В основу их работы положен один и тот же принцип: переключение триггера посредством элементов задержки.

## Блок схема и принцип работы

### Основные схемы включения
Разновидности интегральных таймеров
Интегральные таймеры выпускаются многими фирмами, их принцип работы практически неизменен, однако
имеются некоторые различия в конструктивном исполнении, что отражается на их эксплуатационных характеристиках.
ИМС таймеров можно разделить на:
1. ТТЛ
2. КМОП
3. Сдвоенные, счетверённые (могут быть как ТТЛ, так и КМОП)

Примеры практического применения